# Никольское (Никольское сельское поселение)
Нико́льское — деревня в Кесовогорском районе Тверской области. Центр Никольского сельского поселения.

## География
Находится в 8 км к востоку от посёлка Кесова Гора на правом берегу реки Кашинки. Через деревню проходит автодорога Кесова Гора — Федцово.

## История
В 1822  году в селе была построена каменная Казанская церковь с 3 престолами, метрические книги с 1780 года.
В Списке населенных мест Кашинского уезда 1859 года значится владельческое село Никольское (Поточино) с православной церковью (32 версты от Кашина, 25 дворов, 175 жителей).
Во второй половине XIX — начале XX века село было центром Никольского прихода Суходольской волости Кашинского уезда. В 1889 году в Никольском 29 дворов, 152 жителя; часть селян занимаются отхожими промыслами: дворники, рабочие на фабриках в Петербурге.
В 1914 году прихожан Казанской церкви в селе Никольское-Понточино и в деревнях Тишино, Вакарино, Якирево, Трясцыно, Деньково, Жуково, Левашово, Галибино — 715 человек.
В 1997 году в Никольском — сельсовет, центральная усадьба колхоза «Россия», механические мастерские, зерносушильный и ворохосушильный комплексы, восьмилетняя школа, детсад, клуб, отделение связи, баня.
Никольская начальная общеобразовательная школа работает и по сей день.

## Население
| 1859 | 1889 | 1997 | 2002 | 2010 |
| ---- | ---- | ---- | ---- | ---- |
| 175  | ↘174 | ↗297 | ↘278 | ↗279 |

## Инфраструктура
В деревне имеются детский сад, дом культуры, фельдшерско-акушерский пункт, отделение почтовой связи.